# Pinikir
 (décembre 2022).
Si vous disposez d'ouvrages ou d'articles de référence ou si vous connaissez des sites web de qualité traitant du thème abordé ici, merci de compléter l'article en donnant les références utiles à sa vérifiabilité et en les liant à la section « Notes et références ».

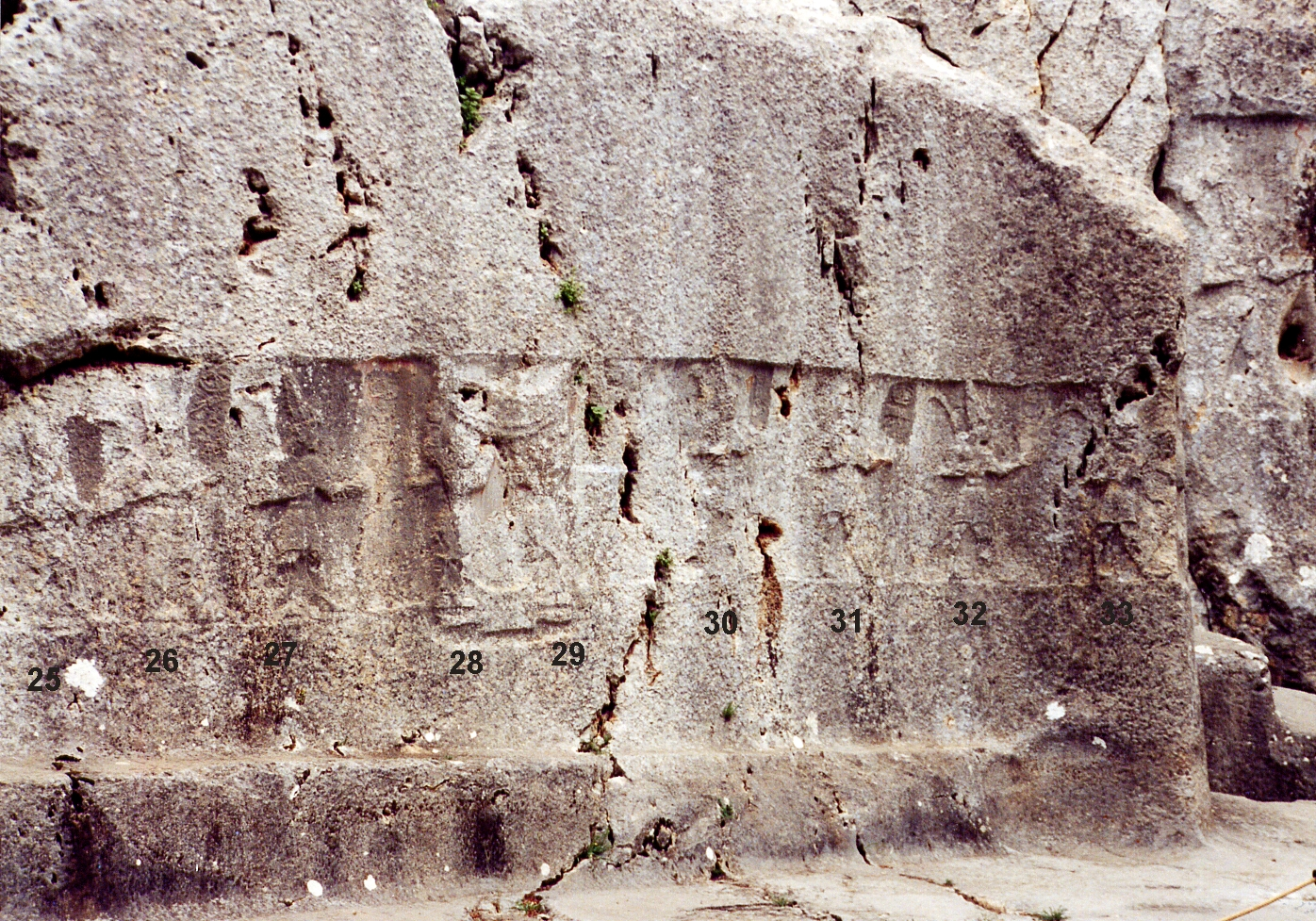
Pinikir (figure 31) sur le bas-relief de la procession des dieux de la chambre A de Yazılıkaya.

Pinikir, Pinigir ou Pinengir, est une divinité élamite ancienne, qui occupe une grande importance aux débuts de l'époque paléo-élamite (XXIIIe siècle av. J.-C.), sous la dynasite d'Awan. Avec Humban, elle forme le couple divin principal de cette époque. Elle perd par la suite de l'importance, et est finalement remplacée par d'autres déesses, dont la plus importante est Kiririsha.
Pinikir avait un temple important à Dur-Untash (Tchoga Zanbil).